# The Patent Leather Kid
The Patent Leather Kid is een stomme film uit 1927 van regisseur Alfred Santell met acteur Richard Barthelmess in de hoofdrol. 
De film vertelt het verhaal van een bokser die opgeroepen wordt om te gaan vechten in de Eerste Wereldoorlog, waar hij zwaargewond raakt. 
Richard Barthelmess werd voor zijn rol genomineerd voor de Academy Award for Best Actor

## Rolverdeling
| Acteur              | Personage              |
| ------------------- | ---------------------- |
| Richard Barthelmess | The Patent Leather Kid |
| Molly O'Day         | Curley Boyle           |
| Lawford Davidson    | Lt. Hugo Breen         |
| Matthew Betz        | Jake Stuke             |
| Arthur Stone        | Jimmy Kinch            |
| Ray Turner          | Mabile Molasses        |
| Hank Mann           | Sergeant               |
| Walter James        | Officier Riley         |
| Lucien Prival       | Duitse Officer         |
| Nigel De Brulier    | Franse Doctor          |
| Fred O'Beck         | Tank Crew              |
| Clifford Salam      | Tank Crew              |
| Henry Murdock       | Tank Crew              |
| Charles Sullivan    | Tank Crew              |
| John Kolb           | Tank Crew              |
| Al Alleborn         | Tank Crew              |